# Wałcz (gromada)
Wałcz – dawna gromada, czyli najmniejsza jednostka podziału terytorialnego Polskiej Rzeczypospolitej Ludowej w latach 1954–1972.
Gromady, z gromadzkimi radami narodowymi (GRN) jako organami władzy najniższego stopnia na wsi, funkcjonowały od reformy reorganizującej administrację wiejską przeprowadzonej jesienią 1954 do momentu ich zniesienia z dniem 1 stycznia 1973, tym samym wypierając organizację gminną w latach 1954–1972.
Gromadę Wałcz z siedzibą GRN w mieście Wałczu (nie wchodzącym w jej skład) utworzono 31 grudnia 1959 w powiecie wałeckim w woj. koszalińskim z obszarów zniesionych gromad Kłębowiec i Witankowo w tymże powiecie.
31 grudnia 1959 do gromady Wałcz włączono wieś Ostrowice z gromady Szwecja w tymże powiecie.
W 1965 roku gromadą zarządzało 27 członków gromadzkiej rady narodowej.
31 grudnia 1968 do gromady Wałcz włączono obszar zniesionej gromady Strączno (bez wsi Prusinowo, Prusinówko, Rutwica, Brzezinki i Ługi Wałeckie) w tymże powiecie.
31 grudnia 1971 z gromady Wałcz wyłączono wsie Nakielno i Strączno, włączając je do gromady Różewo z siedzibą w mieście Wałczu w tymże powiecie; do gromady Wałcz włączono natomiast obszar zniesionej gromady Szwecja (bez wsi Budy) oraz wsie Lubno i Omulno ze zniesionej gromady Jabłonowo tamże.
1 stycznia 1972 do gromady Wałcz włączono grunty o powierzchni 4156 ha z miasta Wałcz w tymże powiecie; z gromady Wałcz wyłączono natomiast część wsi Strączno o obszarze 15 ha, włączając ją do Wałcza.
Gromada przetrwała do końca 1972 roku, czyli do kolejnej reformy gminnej. 1 stycznia 1973 w powiecie wałeckim utworzono gminę Wałcz.